# Атри, Доменико Аквавива д’Арагона
Доменико Аквавива д'Арагона (итал. Domenico Acquaviva d'Aragona; ок. 1690, Атри — 25 января 1745, Мадрид), 17-й герцог Атри, 2-й маркиз ди Джулианова — испанский военный деятель.

## Биография
Третий сын Джанджироламо II Аквавивы д’Арагона, 15-го герцога Атри, и Элеоноры Чечилии Спинелли.
Неаполитанский патриций, рыцарь Мальтийского ордена (1691). В 1710 году после смерти бездетного старшего брата Джозии IV унаследовал герцогство Атри и маркизат Джулианову.
В 1710 году был пожалован в рыцари ордена Золотого руна. Благодаря влиянию принцессы дез Юрсен и при поддержке герцога д'Авре в июне 1712 получил достоинство гранда Испании 1-го класса. Был рыцарем ордена Сантьяго.
В награду за верность его семьи делу Филиппа V в июне 1711 года он был назначен управляющим имуществом, конфискованным у графа де Эльды в королевстве Валенсия (оно служило своего рода гарантией выплаты положенных ему со стороны короны денег). В сентябре 1716 он поступил на военную службу в качестве полковника кавалерии полка, носившего имя его герцогства. Вскоре после того, как названия всех воинских частей были изменены, полк получил название «Фарнезе». В сентябре 1720 был произведен в бригадиры после участия в экспедиции на Сицилию и ранения в битве при Милаццо.
В июне 1723 был назначен капитаном итальянской роты королевской гвардии, хотя не имел соответствующего армейского чина (обычно для этого требовался чин генерал-лейтенанта). В июле 1728 произведен в лагерные маршалы, в январе 1740 в генерал-лейтенанты. Через три месяца покинул гвардейскую службу, чтобы служить старшим майордомом королевы Изабеллы Фарнезе, в каковой должности оставался до своей смерти.
В январе 1738 года получил командорство Вальдепеньяс в ордене Калатравы. В том же году стал кавалером ордена Святого Януария.

## Семья
1-я жена (1726): Маргарита Элеонора Спинола де ла Серда, дочь маркиза Кастель-Родриго и Хуаны Спинолы де ла Серда
2-я жена (1738): Элеонора Пио де Савойя (1720—1791), дочь графа Франческо Пио де Савойя, 3-го князя ди Сан-Грегорио, и Джованны Спинола
Оба брака были бездетными и семейные владения перешли к младшему брату Родольфо.